# Mean Dreams
Pour plus de détails, voir Fiche technique et Distribution.
Mean Dreams, ou Rêves noirs au Québec, est un film canadien, sorti en 2016.
Il est sélectionné à la Quinzaine des réalisateurs au Festival de Cannes 2016.

## Synopsis
Jonas est le fils solitaire de 15 ans d'un fermier qui vit près des Grands Lacs au Canada et il passe ses journées à travailler avec lui dans son ranch. Un jour, le jeune homme rencontre ses nouveaux voisins : Wayne Caraway, un flic local, et sa fille adolescente, Casey, dont il tombe amoureux. Alors que les deux ados commencent une idylle amoureuse, Wayne s'impose entre eux. Quand Jonas le voit frapper sa fille, il décide, après s'être révolté contre Wayne, de fuir avec Casey après avoir volé un sac rempli de billets provenant d'un trafic de drogue dans lequel est impliqué le père de son amoureuse. Traqués par ce dernier ainsi que par les autorités, les deux adolescents vont devoir survivre…

## Fiche technique
Sauf indication contraire, les informations mentionnées dans cette section peuvent être confirmées par la base de données cinématographiques IMDb,  présente dans la section « Liens externes ».
- Titre original et français : Mean Dreams
- Titre québécois : Rêves noirs
- Réalisation : Nathan Morlando
- Scénario : Kevin Coughlin et Ryan Grassby
- Musique : Son Lux
- Direction artistique : John O'Regan
- Décors : Zosia Mackenzie
- Costumes : Marissa Schwartz
- Photographie : Steve Cosens
- Montage : Ronald Sanders et Sandy Pereira
- Production : Allison Black et William Woods
- Coproduction : Joel Burch et Chris Hatcher
- Production déléguée : André Bharti, Mark Gingras, Rob McGillivray, Tom Spriggs, Ben Stranahan	et Patrice Theroux
- Société de production : Woods Entertainment
- Sociétés de distribution : Elevation Pictures (Canada) ; Entract Films (Québec)[1], La Belle Company (France)
- Pays de production :  Canada
- Langue originale : anglais
- Format : couleur
- Genre : thriller, drame
- Durée : 105 minutes
- Dates de sortie :
  - France : 15 mai 2016 (Festival de Cannes) ; 14 novembre 2018 (Canal + Cinéma)
  - Canada : 8 septembre 2016 (Festival international du film de Toronto) ; 21 octobre 2016 (sortie limitée)
  - Québec : 21 octobre 2016[1]

## Distribution
- Sophie Nélisse (VQ : elle-même) : Casey Caraway
- Josh Wiggins (en) (VF : Benjamin Bollen ; VQ : Nicolas Bacon) : Jonas Ford
- Bill Paxton (VF : Bruno Choël ; VQ : Louis-Philippe Dandenault) : Wayne Caraway
- Colm Feore (VQ : Jacques Lavallée) : le chef
- Joe Cobden (VF : Philippe Vincent ; VQ : Patrice Dubois) : Elbert Ford
- Vickie Papavs (VF : Maïté Monceau) : Lynette Ford

## Distinctions
Le film figure dans la liste « Canada's Top Ten », les dix meilleurs longs-métrages canadiens de 2016, sélectionnés par un jury composé de sept réalisateurs et experts de l'industrie du cinéma, coordonné par TIFF.